# Ari Tammivaara
Ari Tammivaara (* 20. August 1966) ist ein finnischer Basketballtrainer.

## Laufbahn
An der Universität von Jyväskylä studierte Tammivaara Sport. Als Spieler war er Mitglied der Vereine Honsu und Jyväskylä. Seine Trainerlaufbahn begann er 1985. Tammivaara war für Pantterit Helsinki tätig, von 1994 bis 1998 war er Trainer der Korisliiga-Mannschaft LaNMKY. 1994 führte er die Mannschaft zum finnischen Pokalsieg. 1996 wurde er als Finnlands Trainer des Jahres ausgezeichnet, nachdem er mit LaNMKY Vizemeister geworden war.
Mit Beginn der Saison 1998/99 trat er das Traineramt beim deutschen Bundesligisten USC Freiburg an. Mit einer Bilanz von vier Siegen und 22 Niederlagen landete Tammivaara mit den Breisgauern auf dem vorletzten Tabellenplatz und stieg aus der Basketball-Bundesliga ab. Der Finne betreute den USC hernach in der 2. Basketball-Bundesliga, er blieb bis 2001 in Freiburg im Amt.
Am 1. Mai 2001 begann Tammivaara seinen Dienst als finnischer Nationaltrainer. Diese Aufgabe führte er bis 2003 aus. Zum Spieljahr 2004/05 übernahm er das Traineramt beim Mitteldeutschen BC, der nach der Insolvenz in der 1. Regionalliga antrat. Unter Tammivaaras Leitung gewann der MBC in der Saison 2004/05 den Meistertitel in der 1. Regionalliga Nord sowie den Landespokal Sachsen-Anhalts. In den Zweitligaspielzeiten 2005/06 und 2006/07 wurde er mit dem MBC jeweils Zweitliga-Vizemeister. Nach drei Jahren beim MBC ging er aus familiären Gründen nach Finnland zurück.
Er war fortan beim finnischen Basketballverband hauptamtlich in der Nachwuchsarbeit tätig, betreute unter anderem Jugendnationalmannschaften. Ende Dezember 2010 wurde er vom Erstligisten Kauhajoki Karhu als Trainer verpflichtet. Die Amtszeit endete 2014. Im November 2014 wurde er (vertretungsweise für Henrik Dettmann) wieder Trainer der finnischen Herrennationalmannschaft. Er war vor und während der Basketball-Europameisterschaft 2017 für die Ausrichtung der in Helsinki stattfindenden Turnierspiele verantwortlich, Anfang Mai 2018 wurde er Geschäftsführer des finnischen Basketballverbands.